# 大梁川遺跡
大梁川遺跡（おおやながわいせき）は、宮城県刈田郡七ヶ宿町に所在する縄文時代中期から後期に属する遺跡である。七ヶ宿ダム建設に伴い、1984年（昭和59年）に発掘調査が行われた。調査対象面積は10,000平方メートルのうち道路部分にかかる約1,000平方メートルである。

## 遺跡の立地
遺跡の標高約300〜310メートル、阿武隈川の支流白石川と大梁川の合流点の大梁川のやや上流側の丘陵平坦面に立地している。

## 遺跡の発見と登録
1970年（昭和45年）にダム計画が明らかにされ、1971年（昭和46年）にはダム建設のための予備調査が始まった。この地域の考古学的な調査としては、『宮城県史』編纂に関連して行われた佐藤庄吉の分布調査があるものの、ダム建設予定地の遺跡は未発見となっていた。
1975年（昭和50年）12月には七ヶ宿ダム建設に伴う埋蔵文化財等の調査依頼があり、七ヶ宿町教育委員会・宮城県教育委員会によって1976年（昭和46年）5月16日から18日には水没計画地域全体の分布調査が実施され、同年10月刊行の『宮城県遺跡地名表』（宮城県文化財調査報告書第46集）に正式に登載された（大梁川遺跡No.04034）。

## 調査の概要
発見された縄文時代の遺構は竪穴建物跡11棟、敷石建物（敷石遺構）1棟、埋設土器遺構10基、土壙4基、遺物包含層1ヶ所である。

## 主な調査成果
全体の集落構造は、部分的な調査のために不明である。中期の建物跡には複式炉、後期初頭の建物跡には地床炉が設けられている。第6号建物跡には横位の炉埋設土器を伴っている。複式炉の祖形と見られる石囲炉を伴う中期中葉大木8b式の集落は小梁川遺跡で発見されており、その後継集落と見られている。
遺物包含層および遺構出土土器から中期後葉の大木9式～後期初頭までが出土している。特に南側遺物包含層では大木9式から大木10式への連続的な変遷が確かめられた。西側遺物包含層は流れた状態で必ずしも良好な状態ではなく、西側基本層位第Ⅱ層として取り上げられた。同層および第7・8号建物跡と第11号建物跡（敷石遺構）からは称名寺式・三十稲葉式土器を含む後期初頭土器が発見された。
大梁川遺跡の深鉢形土器には、大型・中型・小型の別がある。大型品は平縁にタガ状隆帯や沈線文をめぐらせただけの簡素な作りとなっている。中型品も多くは平縁で口縁部が外反するもののほかに、内湾するものがある。小型品は4単位・2単位の波状口縁はじめ、種々の器形から構成されている。いずれの深鉢形土器も、底径は概して小さく、煮沸に適した火回りに配慮した器形となっている。
浅鉢には、注口の施された土器があり、大木9式の古い段階では円孔のみ、大木9式後半以降は筒状の注口部が付されている。これらの土器は被熱の痕跡が明瞭で、内外ともにおびただしい炭化物が付着し、カユ状食品の調理に用いられたものと考えられた。
このほかにも器台・蓋・吊手土器・袖珍土器・異形土器など多様な土器を伴い、縄文時代中期末葉の土器の器種分化を明瞭に示している。上面楕円形でふたつの注口を持つ浅鉢や6単位の波状口縁の鉢、2個1対の把手のつく3個1組のごく小型の赤彩浅鉢(小皿）は他遺跡には全く類例のない貴重なものである。
中期後葉から末葉の土偶は59点出土し、すべて破損品で完全な形のものはない。頭部には目鼻口の顔面表現が施され、乳房や腹・臀部はやや簡略化した表現となっている。脚部は椀状をなし、直立する姿勢の立像形である。大型の中空土偶が主として遺物包含層からほぼ層位的に出土し、その編年の基準資料となっている。
石器石材については珪質頁岩と非珪質頁岩の比率は各器種で変化が大きく、特に最上川産と見られる良質の珪質頁岩は縦長剥片素材のスクレイパーや石匙に多く、石核には少ない。少数ながら石鏃には中茎の付いた有茎石鏃が出現している。このほか垂飾品等の装身具が14点出土している。

## 展示
2016年（平成28年）6月28日から2017年2月26日には東北歴史博物館でテーマ展示を行っている。七ヶ宿町「水と歴史の館」では、2017年（平成29年）4月25日～6月25日に「七ヶ宿ダム湖に沈んだ小梁川・大梁川展」を開催している。